# Мірзоян Едвард Михайлович
Едвард Михайлович Мірзоян (вірм. Էդվարդ Միքայելի Միրզոյան; нар. 12 травня 1921, Горі, Грузинська РСР — 5 жовтня 2012, Єреван, Вірменія) — радянський, вірменський композитор, педагог, громадський діяч. Народний артист СРСР (1981).

## Біографія
Народився 12 травня 1921 року в Горі (нині в Грузії). Коли йому виповнилося 3 роки, разом з матір'ю переїхав до Єреван.
З 1929 року навчався в Єреванській музичній школі (згодом ім. О. Спендіарова).
У 1941 році закінчив Єреванську консерваторію по класу композиції С. В. Бархударяна і В. Г. Талья (дипломна робота — симфонічна поема «Лореці Сако»).
З березня по листопад 1942 року служив в лавах Радянської армії. У роки війни написав ряд військово-патріотичних пісень.
У 1945 — 1946 роках — викладач музичної школи в Єревані.
У 1946 — 1948 роках удосконалювався в музичній студії при Будинку культури Вірменської РСР в Москві у Г. І. Літинського (композиція, поліфонія) М. І. Пейко, М. П. Ракова (інструментування), В. А. Цуккермана (музична форма), Б. М. Берліна (фортепіано).
З 1948 року — викладач Єреванської консерваторії. У 1972 — 1986 роках завідував кафедрою композиції, професор (1965). З 1952 року викладав також в Музичному училищі імені Р. О. Мелікяна (нині Єреванський державний музичний коледж ім. Р. О. Мелікяна). Серед його учнів — відомі вірменські композитори Костянтин Орбелян, Авет Тертерян, Роберт Амірханян, Мартін Вартазарян, Грачья Мелікян, Джон Тер-Татевосян, Степан Джербашян, Хачатур Аветісян, Левон Чаушян, Олександр Пірумов і ін.
Один із членів «Вірменської могутньої купки».
У 1950 — 1952 роках — відповідальний секретар, в 1956–1992 — голова правління Спілки композиторів Вірменської РСР (з 1994 — почесний). З 1962 року — секретар правління Спілки композиторів СРСР.
Член Спілки кінематографістів Вірменської РСР.
Помер 5 жовтня 2012 року в Єревані. Похований в Пантеоні ім. Комітаса.

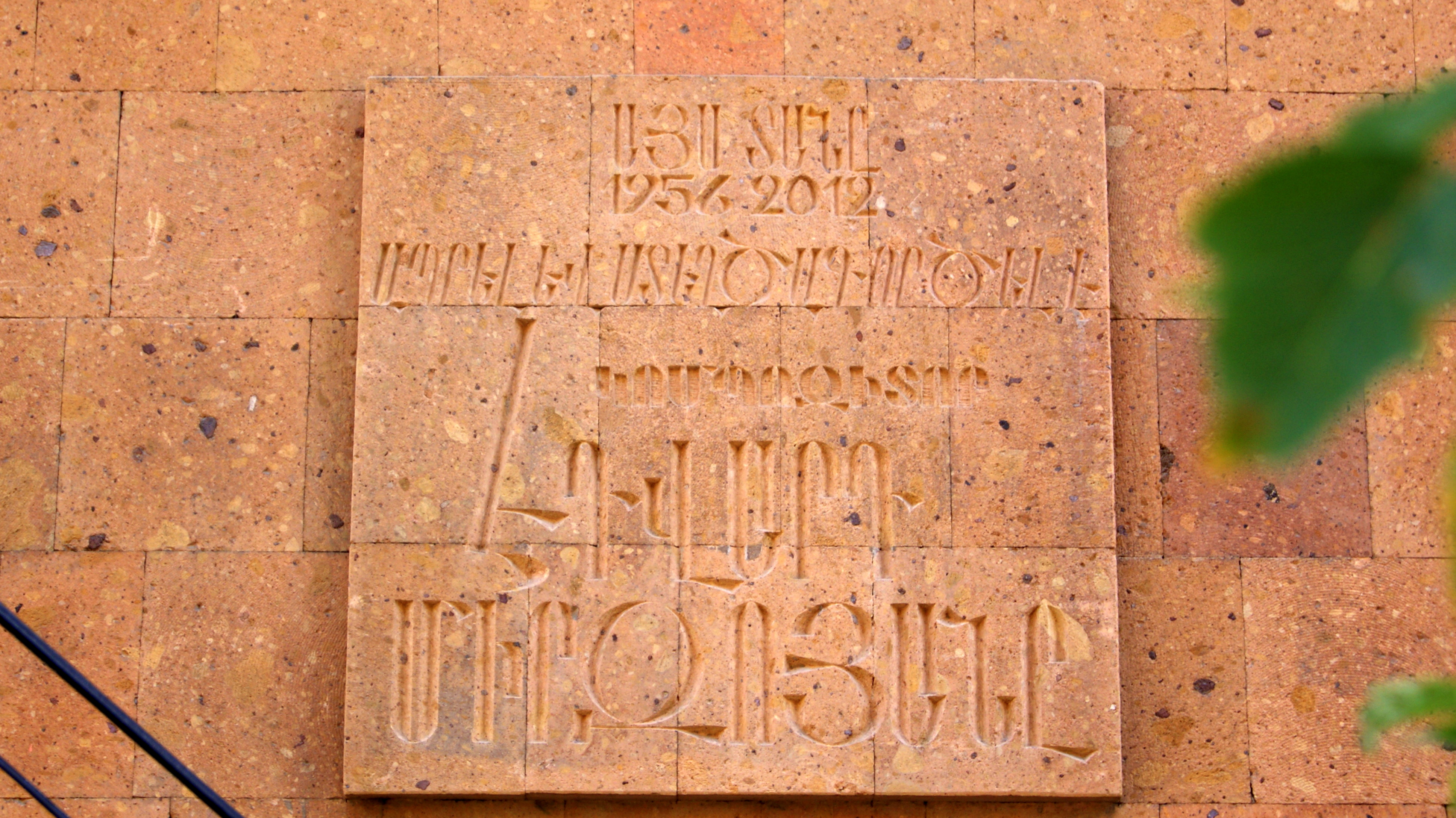

### Громадська діяльність
- Голова Вірменського відділення Музичного фонду СРСР (1952–1956)
- Президент Міжнародного союзу вірменських композиторів (1956–1991).
- Депутат Верховної Ради Вірменської РСР (1959–1991)
- Член КПРС (з 1952), ЦК КП Вірменії (з 1964)
- Народний депутат СРСР (1989–1991)
- Голова Комісії у справах національностей Верховної Ради СРСР (1989–1991)
- Голова Фонду світу Вірменії (з 1977, з 2009 — почесний).

### Участь в міжнародних академіях
- Академік Європейської академії природничих наук
- Академік Міжнародної академії наук, освіти, індустрії та мистецтв (США)
- Академік вірменської філії Міжнародної академії наук про природу і суспільство[7].

### Сім'я
- Батько — Семен Аліханов, полковник царської армії.
- Мати — Люся Богданівна Першангова, актриса.
- Вітчим — Михайло Іванович Мірзоян (1888—1958), композитор, педагог. Заслужений діяч мистецтв Вірменської РСР (1939)[8].
- Дружина — Олена (Ляля) Маміконівна Мірзоян (уродж. — Степанян).
- Син — Аршак Едвардович Мірзоян (нар. 1956), ортопед-травматології, професор, доктор медичних наук, керівник клініки Єреванського центру реконструкції та подовження кінцівок.
- Дочка — Зара Едвардівна Мірзоян, піаністка.

## Звання та нагороди
- Заслужений діяч мистецтв Вірменської РСР (1958)
- Народний артист Вірменської РСР (1963)
- Народний артист СРСР (1981)
- Орден Леніна (1971)
- Орден «Знак Пошани» (1956)
- Орден Святого Месропа Маштоца (2001) — за виняткові заслуги в області вірменської музичної культури[9]
- Орден Пошани (2011)[10]
- Медаль Мовсеса Хоренаці (1998)[11]
- Медаль «В ознаменування 100-річчя від дня народження Володимира Ілліча Леніна» (1970)
- Медаль «За оборону Кавказу» (1945)
- Медаль «За перемогу над Німеччиною у Великій Вітчизняній війні 1941—1945 рр.» (1945)
- Ювілейна медаль «Двадцять років Перемоги у Великій Вітчизняній війні 1941—1945 рр.» (1965)
- Ювілейна медаль «Сорок років Перемоги у Великій Вітчизняній війні 1941—1945 рр.» (1985)
- Ювілейна медаль «50 років Перемоги у Великій Вітчизняній війні 1941—1945 рр.» (1995)
- Медаль «За доблесну працю у Великій Вітчизняній війні 1941—1945 рр.» (1945)
- Орден «Кирило і Мефодій» I ступеня (НРБ, 1971)[12]
- Орден «Святі Саак і Месроп» (Вірменська апостольська церква, 2001)[13]
- Премія імені Арама Хачатуряна (Міністерство культури СРСР, 1988)
- Орден «Петро Великий» (Європейська академія природничих наук, Ганновер, Німеччина, 2005)
- Орден Софі Тахалової
- Золота медаль Національної академія наук Республіки Вірменія (2006)
- Медаль «Катерина II» (Росія, 2006)
- Медаль Леонардо да Вінчі (Європейський комітет громадських нагород і призів при ООН, 2006)[14]
- Почесний громадянин Єревана (2001)
- Почесний громадянин Гюмрі (2005).

## Творчість
Едвард Мірзоян — представник вірменської музичної школи, який створив багато різножанрових творів, які принесли визнання їх автору і зайняли своє гідне місце у світовій музичній скарбниці. Серед них:
- кантати — «Вірменія» (1948), «Святкова кантата» (сл. А. Сармена, 1949), «Кантата про Леніна» (разом. з О. Арутюняном, сл. А. Саармена, 1950), «Радянська Вірменія» (сл. А. Сармена, А. Граші, Г. Сарьяна, 1950)
- для симфонічного оркестру — симфонічні поеми «Лореці Сако» (1941), «Героям Вітчизняної війни» (1944), «Симфонічні танці» (1946), увертюра (1947), «Поема» (1955)
- симфонія для струнного оркестру і литавр (1962)
- камерно-інструментальні ансамблі — Інтродукція та Перпетуум мобіле для скрипки з оркестром (1957), струнний квартет (1947), соната для скрипки і фортепіано (1939), соната для віолончелі та фортепіано (1967), поема для фортепіано (1970), «Альбом для мого внука» («Ранок», «Марія» та ін.), «Чотири пісні» на основі китайської поезії, «Поема-епітафія»
- романси на сл. О. Туманяна, С. Капутікян, В. Терьяна, Є. Чаренца, А. Ісаакяна («Кажуть …», 1939, «Бачив сон», 1941) та ін.
- хори на сл. С. Капутикян та ін.
- пісні на сл. О. Гукасяна, М. Добронравова, Г. Регістана, Г. Еміна та ін. (в тому числі «Батьківщина-мати кличе», 1941, «Пісня без слів», яку присвятив пам'яті Романоса Мелікяна).
- обробки вірменських народних пісень
- музика до фільмів.

### Симфонія для струнних і литавр
Цей твір вперше прозвучав в 1962 році на Третьому всесоюзному з'їзді композиторів. У цьому творі композитор постає у всеозброєнні зрілості і майстерності. Він створює твір, в якому панують врівноваженість почуттів і світла гармонія. Є в симфонії елемент драматизму, настрою суму і навіть скорботи, але загальну її своєрідну атмосферу визначає моцартіанський початок — ясність духу, витонченість думки, гармонійність світовідчуття, розумна і точна майстерність.

### Фільмографія
- 1956 — «Коли поруч друзі»
- 1959 — «Обвал»
- 1960 — «Розове місто» (документальний)
- 1961 — «Дванадцать супутників»
- 1964 — «Важкий перехід»
- 1973 — «Хаос»
- 1974 — «Тверда порода»
- 1975 — «Сьогодні сонячний день» (документальний)
- 1977 — «Голова ревкому»
- 1978 — «Засланець № 011»
- 1979 — «Небо — земля» (фільм-спектакль)
- 1983 — «Арам Хачатурян» (документальний) (автор сценарію, сум. з Л. Вагаршяном, Г. Мелік-Авакяном)
- 1987 — «Аптека на перехресті»
- 1994 — «Російська симфонія» — епізодична роль.

## Пам'ять
- 24 січня 2013 року Громадська рада Вірменії ухвалила рішення назвати Будинок творчості композиторів в Діліжані ім'ям Едварда Мірзояна.